# Tonatiuh (nombre)
Tonatiuh es un nombre personal masculino de origen náhuatl que significa "el sol". Su forma reverencial es Tonatiuhtzin.
El dios solar mexica era llamado Tonatiuh. La palabra Tonatiuh es usada como raíz de los nombres de las localidades Tonatico y Tonalá. Actualmente, el nombre Tonatiuh es también un apellido.

## Referencias

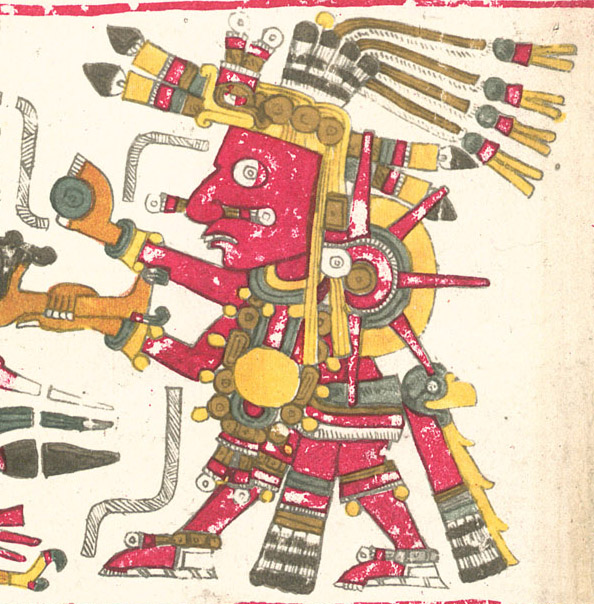
Tonatiuh, dios del sol